# Campeonato Uruguaio de Futebol de 1996
O Campeonato Uruguaio de Futebol de 1996 foi a 65ª edição da era profissional do Campeonato Uruguaio. A competição ocorreu no formato de Apertura e Clausura, onde as equipes se enfrentaram em ambos os torneios no sistema de todos contra todos, em um único turno. Os vencedores de cada torneio se enfrentaram na decisão. Após bater o Nacional na final, o Peñarol sagrou-se campeão.

## Classificação

### Torneio Apertura
| Pos | Equipe               | Pts | J  | V | E | D | GP | GC | SG  |
| --- | -------------------- | --- | -- | - | - | - | -- | -- | --- |
| 1º  | Peñarol              | 23  | 11 | 7 | 2 | 2 | 21 | 11 | 10  |
| 2º  | Defensor Sporting    | 22  | 11 | 6 | 4 | 1 | 17 | 8  | 9   |
| 3º  | Nacional             | 21  | 11 | 6 | 3 | 2 | 25 | 11 | 14  |
| 4º  | Danubio              | 19  | 11 | 5 | 4 | 2 | 12 | 9  | 3   |
| 5º  | Huracán Buceo        | 18  | 11 | 5 | 3 | 3 | 13 | 11 | 2   |
| 6º  | Rampla Juniors       | 14  | 11 | 3 | 5 | 3 | 9  | 9  | 0   |
| 7º  | Cerro                | 13  | 11 | 3 | 4 | 4 | 13 | 15 | -2  |
| 8º  | River Plate          | 11  | 11 | 2 | 5 | 4 | 11 | 13 | -2  |
| 9º  | Montevideo Wanderers | 11  | 11 | 3 | 2 | 6 | 7  | 17 | -10 |
| 10º | Liverpool            | 10  | 11 | 2 | 4 | 5 | 8  | 13 | -5  |
| 11º | Sud América          | 8   | 11 | 1 | 5 | 5 | 5  | 17 | -12 |
| 12º | Central Español      | 6   | 11 | 1 | 3 | 7 | 8  | 15 | -7  |

|  | Campeão do Torneio Apertura e classificado à final. |

### Torneio Clausura
| Pos | Equipe               | Pts  | J  | V | E | D  | GP | GC | SG |
| --- | -------------------- | ---- | -- | - | - | -- | -- | -- | -- |
| 1º  | Nacional             | 25   | 11 | 8 | 1 | 2  | 23 | 12 | 11 |
| 2º  | Rampla Juniors       | 18   | 11 | 4 | 6 | 1  | 9  | 6  | 3  |
| 3º  | Huracán Buceo        | 18   | 11 | 4 | 6 | 1  | 8  | 6  | 2  |
| 4º  | Defensor Sporting    | 17   | 11 | 4 | 5 | 2  | 13 | 9  | 4  |
| 5º  | Danubio              | 17   | 11 | 5 | 2 | 4  | 17 | 17 | 0  |
| 6º  | Peñarol              | 15   | 11 | 4 | 3 | 4  | 22 | 17 | 5  |
| 7º  | Central Español      | 14   | 11 | 3 | 5 | 3  | 8  | 9  | -1 |
| 8º  | River Plate          | 13   | 11 | 3 | 4 | 4  | 14 | 13 | 1  |
| 9º  | Montevideo Wanderers | 13   | 11 | 3 | 4 | 4  | 8  | 14 | -6 |
| 10º | Cerro                | 12   | 11 | 2 | 6 | 3  | 11 | 16 | -5 |
| 11º | Liverpool            | 12   | 11 | 2 | 6 | 3  | 9  | 14 | -5 |
| 12º | Sud América          | 0[1] | 11 | 0 | 0 | 11 | 0  | 9  | -9 |

1 ^  O Sud América desistiu do campeonato após a terceira rodada e todas as suas partidas subseqüentes foram atribuídas como vitória para seus oponentes.
|  | Campeão do Torneio Clausura e classificado à final. |

### Tabela acumulada
| Pos | Equipe               | Pts   | J  | V  | E  | D  | GP | GC | SG  |
| --- | -------------------- | ----- | -- | -- | -- | -- | -- | -- | --- |
| 1º  | Nacional             | 46    | 22 | 14 | 4  | 4  | 48 | 23 | 25  |
| 2º  | Defensor Sporting    | 39    | 22 | 10 | 9  | 3  | 30 | 17 | 13  |
| 3º  | Peñarol              | 38    | 22 | 11 | 5  | 6  | 43 | 28 | 15  |
| 4º  | Danubio              | 36    | 22 | 10 | 6  | 6  | 29 | 26 | 3   |
| 5º  | Huracán Buceo        | 36    | 22 | 9  | 9  | 4  | 21 | 17 | 4   |
| 6º  | Rampla Juniors       | 32    | 22 | 7  | 11 | 4  | 18 | 15 | 3   |
| 7º  | Montevideo Wanderers | 24    | 22 | 6  | 6  | 10 | 15 | 31 | -16 |
| 8º  | River Plate          | 24    | 22 | 5  | 9  | 8  | 25 | 26 | -1  |
| 9º  | Liverpool            | 22    | 22 | 4  | 10 | 8  | 17 | 27 | -10 |
| 10º | Cerro                | 20[1] | 22 | 5  | 10 | 7  | 24 | 31 | -7  |
| 11º | Central Español      | 20    | 22 | 4  | 8  | 10 | 16 | 24 | -8  |
| 12º | Sud América          | 8[2]  | 22 | 1  | 5  | 16 | 5  | 26 | -21 |

1 ^  O Cerro perdeu cinco pontos por conta de incidentes.
2 ^  Por desistência após a terceira rodada do Torneio Clausura, todas as partidas subseqüentes do Sud América foram atribuídas como vitória para seus oponentes.
|  | Classificados à final e à Liguilla Pré-Libertadores. |
|  | Classificados à Liguilla Pré-Libertadores.           |
|  | Disputa os playoffs de acesso e descenso.            |
|  | Rebaixados à Segunda Divisão.                        |

Promovidos para a próxima temporada: Rentistas e Racing.

## Playoffsde acesso e descenso

### Primeira partida
| {{{data}}} | Cerro | 1 – 1                        | Progreso |  |
|            |       | data = 3 de novembro de 1996 |          |  |

### Segunda partida
| {{{data}}} | Progreso | 0 – 2                        | Cerro |  |
|            |          | data = 6 de novembro de 1996 |       |  |

## Final

### Primeira partida
| {{{data}}} | Peñarol  | 1 – 0                        | Nacional | Estádio Centenário, Montevidéu |
|            | Tais 83' | data = 13 de outubro de 1996 |          |                                |

### Segunda partida
| {{{data}}} | Nacional   | 1 – 1                        | Peñarol     | Estádio Centenário, Montevidéu |
|            | Parodi 59' | data = 20 de outubro de 1996 | Pacheco 55' |                                |

## Liguilla Pré-Libertadores da América
A Liguilla Pré-Libertadores da América de 1996 foi a 23ª edição da história da Liguilla Pré-Libertadores, competição disputada entre as temporadas de 1974 e 2008–09, a fim de definir quais seriam os clubes representantes do futebol uruguaio nas competições da CONMEBOL. O torneio de 1996 consistiu em uma competição com um turno, no sistema de todos contra todos. O vencedor foi o Nacional, que obteve seu 5º título da Liguilla.

### Classificação da Liguilla
| Pos | Equipe            | Pts | J | V | E | D | GP | GC | SG  |
| --- | ----------------- | --- | - | - | - | - | -- | -- | --- |
| 1°  | Nacional          | 19  | 7 | 6 | 1 | 0 | 17 | 6  | 11  |
| 2°  | Danubio           | 13  | 7 | 4 | 1 | 2 | 12 | 7  | 5   |
| 3°  | Defensor Sporting | 12  | 7 | 4 | 0 | 3 | 11 | 5  | 6   |
| 4°  | Peñarol           | 11  | 7 | 3 | 2 | 2 | 11 | 7  | 4   |
| 5°  | Liverpool         | 10  | 7 | 3 | 1 | 3 | 11 | 15 | -4  |
| 6°  | River Plate       | 8   | 7 | 2 | 2 | 3 | 9  | 9  | 0   |
| 7°  | Huracán Buceo     | 6   | 7 | 1 | 3 | 3 | 7  | 9  | -2  |
| 8°  | Rampla Juniors    | 0   | 7 | 0 | 0 | 7 | 4  | 24 | -20 |

|  | Campeão da Liguilla e classificado à Libertadores de 1997. |
|  | Disputam a 2ª vaga à Libertadores de 1997.                 |
|  | Classificado à Copa CONMEBOL de 1997.                      |

### Playoffpela 2ª vaga à Libertadores de 1997
| {{{data}}} | Peñarol             | 2 – 1                         | Danubio  |  |
|            | Aguilera · Adinolfi | data = 18 de dezembro de 1996 | Zalayeta |  |

O Peñarol classificou-se à Copa Libertadores da América de 1997 juntamente com o Nacional. Por sua vez, o Danubio ficou com uma vaga na Copa CONMEBOL de 1997, assim como o Defensor Sporting.

## Premiação
| Campeonato Uruguaio de 1996  |
| ---------------------------- |
| Peñarol Campeão (44º título) |